# Bonded by Blood
A Bonded by Blood az amerikai Exodus thrash metal együttes 1985-ben megjelent debütáló nagylemeze. Ugyan az anyag felvételei már 1984 nyarán befejeződtek, a megjelenésre csaknem egy évet kellett várni, leginkább anyagi jellegű problémák miatt. Az albumot lelkes rajongótábor várta, ugyanis az Exodus 1982-es demója és legendásan energikus koncertjei révén a Bay Area legnépszerűbb zenekara volt a Metallica mellett. A ma már a thrash metal egyik legnagyobb klasszikusának számító album, az egyetlen olyan Exodus lemez, melyen az eredeti énekes Paul Baloff hallható. Ugyan Baloff a 90-es évek végén és a 2000-es évek legelején is énekelt a zenekarban, de stúdióalbum ekkor nem készült vele, mindössze egy Another Lesson in Violence című koncertlemezt dobtak a piacra még 1997-ben. 
2008-ban Gary Holt gitáros és Tom Hunting dobos úgy döntött, hogy akkori társaikkal újra rögzítik a debütáló lemez dalait, mely végül Let There Be Blood címmel valamint egy új borítóval jelent meg.

## Előzmények
A zenekar első demója 1982-ben jelent meg, melyen erősen lehetett érezni a New Wave of British Heavy Metal zenekarok hatását. 1982 őszén a Metallica előtt léphettek fel egy koncert erejéig, ekkor döntöttek úgy, hogy egy gyorsabb és keményebb hangzás felé indulnak el. Mivel Jeff Andrews számára nehézséget okozott a gyors játék ezért megváltak tőle. Az új basszusgitáros Rob McKillop lett. Ezt követően Kirk Hammett eleget tett a Metallica felkérésének, a helyére érkező Rick Hunolttal pedig kialakult a lemezt is rögzítő Holt-Hunolt-Baloff-Hunting-McKillop felállás. Az új albumra való felkészülés gyanánt Holt egy hét alatt megírta a Strike of the Beast és a No Love című dalokat, majd egy 40 perces, instrumentális demo anyagba (Turk Street) fogtak bele, ami végül befejezetlen maradt. A második hivatalosan megjelent demo öt dalt tartalmazott (Exodus, Bonded by Blood, Strike of the Beast, A Lesson in Violence, And Then There Were None), zeneileg pedig már egy gyorsabb és keményebb Exodust mutatott. A kazettát hamar elkapkodták a rajongók, a zenekar népszerűsége pedig akkora volt, hogy San Franciscóban a már lemezzel és masszív kiadói támogatással rendelkező Slayer volt az előzenekaruk.
Intenzív koncertjeik és növekvő hírnevük hatására a Whiplash fanzine társszerkesztője Sam Kress ajánlott nekik lemezszerződést. A New York-i Torrid Records szerződtette az együttest, a lemezfelvétel pedig 1984 júliusában vette kezdetét. A producer az a Mark Whitaker lett, aki korábban a Metallica Ride the Lightning albumánál segédkezett. Az Exodus korábbi producere Doug Piercy gitáros volt (Anvil Chorus, Heathen), aki Holt elmondása szerint képtelen volt a komoly munkára.
1984 júliusában a Prairie Sun Recording stúdióban rögzítették a lemezt. Csaknem élőben vették fel a dalokat, utólag csak extra gitárokat és az éneket kellett hozzá keverni. Az énektémákkal komoly gondok adódtak, ugyanis a stúdióban lakó Baloff csak soronként tudta felénekelni a számokat. Gyakran elfelejtette a szövegeket, és az ütemérzéke is sokszor cserben hagyta. Így a címadó dal egyik sorát a hangmérnök üvöltötte fel.

Paul Baloff a zenekar egykori énekese.

## Megjelenés, fogadtatás
Eredetileg az A Lesson in Violence című dal után akarták elnevezni az albumot, de a kiadó ezt túlságosan brutálisnak találta. A dal szövege egy zenekari rituáléra utal, ugyanis korábban Gary, Kirk, Tom és Paul megvágta a tenyerét, így fejezve ki elhivatottságát a heavy metal iránt. A borítóval is akadtak gondok, ugyanis az összenőtt sziámi ikreket ábrázoló képet is túlzásnak tartotta a kiadó. E téren a zenekar akarata érvényesült, de a lemez megjelenése így is csaknem egy évet csúszott. Ez idő alatt megjelent egy kalózverzió a A Lesson in Violence címmel. Holt elmondása szerint ez annyira elterjedt, hogy a lemezmegjelenés előtt akár önálló turnéra is indulhatott volna az együttes, nemcsak hazájában, de Európa szerte is. Érdekesség, hogy eredetileg felkerült volna a lemezre az az Impaler című szám is, melynek riffjét Kirk írta, és fel is használta a Trapped Under Ice című Metallica dalban. Az album végül 1985 április 25-én került a boltokba, mely a kritikusokat és a rajongókat is megnyerte magának. Ezt egy amerikai
 turné követte a Slayer és a Venom társaságában, majd a Combat Records látván a zenekar népszerűségét 1986-ban újra kiadta az albumot. Később több újrakiadást is megélt a Bonded by Blood, gyakran más borítóval. A legnagyobb hírverést azonban a 2008-as kiadás kapta, ezen ugyanis az akkori felállás újra fel is játszotta a klasszikus dalokat.
A Bonded by Blood albumot általában a legerősebb thrash metal debütálásként tartják számon, melynek hatása felbecsülhetetlen a később érkezett metal zenekarokra.  Eduardo Rivadavia az AllMusic kritikusa szerint a Kill ’Em All mellett ez a lemez indította volna el a thrash metal hullámot, ha nem csúszik a megjelenése majd egy évet. Hozzátette, hogy az album befolyása messze meghaladja tényleges hírnevét, mely a "thrash metal puzzle" fontos darabja.
2013-ban a Whatculture! magazin Minden idők 10 legnagyobb thrash metal albuma listáján a 8. helyezést érte el, míg a  Metalrules.com 100 legjobb heavy metal album listáján a 80. lett. A  Loudwire magazin listája 2015-ben olyan thrash metal albumokat rangsorolt, melyeket nem a Big 4 (Metallica, Slayer, Anthrax, Megadeth) tagjai készítettek el. Ezen a Bonded by Blood a 2. helyezést érte el.
Maga a zenekar is mérföldkőnek tekinti a lemezt, és úgy hivatkozik rája, mint pályafutása egyik legerősebb albumára.

## Az album dalai
| 1.    | Bonded by Blood          | 3:43 |
| 2.    | Exodus                   | 4:05 |
| 3.    | And Then There Were None | 4:40 |
| 4.    | A Lesson in Violence     | 3:49 |
| 5.    | Metal Command            | 4:13 |
| 6.    | Piranha                  | 3:45 |
| 7.    | No Love                  | 5:08 |
| 8.    | Deliver Us to Evil       | 7:07 |
| 9.    | Strike of the Beast      | 3:57 |
| 40:49 |                          |      |

| 1. | And Then There Were None (koncertfelvétel) | Holt         | 4:52 |
| 2. | A Lesson in Violence (koncertfelvétel)     | Holt, Hunolt | 3:26 |

### Közreműködők
Exodus
- Paul Baloff – ének
- Gary Holt – gitár
- Rick Hunolt – gitár
- Rob McKillop – basszusgitár
- Tom Hunting – dob

Produkció
- Ken Adams, Todd Gordon – társ producer
- Mark Whitaker – producer
- John Volaitis – hangmérnök
- Mark Whitaker – hangmérnök
- George Horn – keverés

Borító
- Donald J. Munz és Richard A. Ferraro

### Stúdió
- Prairie Sun Recording Stúdió, Cotati, Kalifornia – felvétel (1984 július)
- Fantasy Studios,Berkeley, Kalifornia – maszter
- Tres Virgos Studios, San Rafael, Kalifornia – keverés 1984 augusztus